# Zoltán Boros

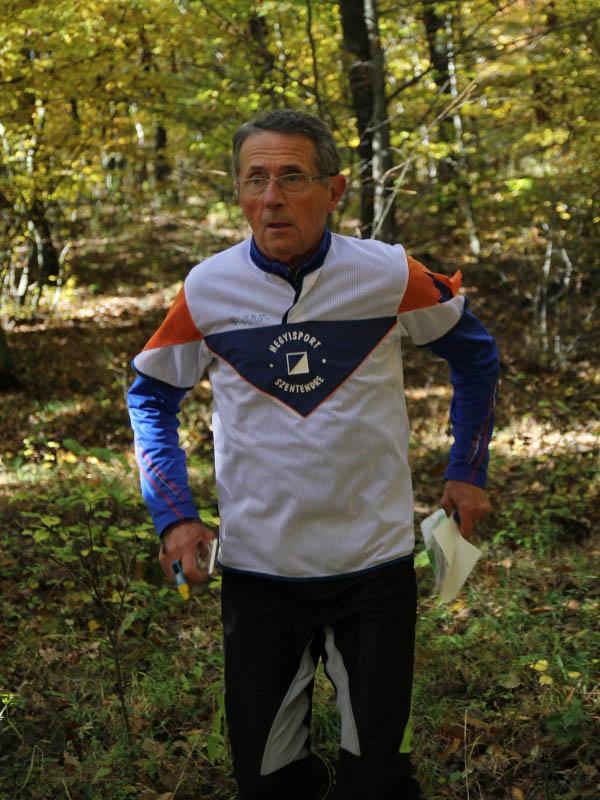
Zoltán Boros år 2016.

Zoltán Boros, född 28 juni 1948 i Egerszalók, död 30 januari 2025 i Sopron, var en ungersk orienterare. Han tog brons i stafett vid VM 1972.